# جيمس موريسون (سياسي أمريكي)
جيمس موريسون (بالإنجليزية: James Morrison)‏ هو سياسي أمريكي، ولد في 11 أبريل 1942، وتوفي في 25 نوفمبر 2010. حزبياً، نشط في الحزب الجمهوري. وقد انتخب عضو مجلس نواب كنساس.

## وصلات خارجية
- الموقع الرسمي